# NGC 5493
NGC 5493 est une galaxie lenticulaire située dans la constellation de la Vierge. Sa vitesse par rapport au fond diffus cosmologique est de 2 929 ± 19 km/s, ce qui correspond à une distance de Hubble de 43,2 ± 3,0 Mpc (∼141 millions d'al). NGC 5493 a été découverte par l'astronome germano-britannique William Herschel en 1787.
À ce jour, trois mesures non basées sur le décalage vers le rouge (redshift) donnent une distance de 19,847 ± 16,631 Mpc (∼64,7 millions d'al), ce qui est incohérent et à l'extérieur des valeurs de la distance de Hubble. Soulignons qu'une seule de ces mesures est cohérente avec la distance de Hubble, soit celle réalisée en 1988 par les astronomes R. Brent Tully et J. Richard Fisher qui ont obtenu une valeur de 38,9 ± 0,8 Mpc (∼127 millions d'al). 

## Supernova
La supernova SN 1990M a été découverte dans NGC 5493 le 15 juin 1990 par l'astronome amateur australien Robert Evans. Cette supernova était de type Ia.

## Groupe de NGC 5427
Selon A. M. Garcia, NGC 5493 fait partie du groupe de NGC 5427. Ce groupe de galaxies compte au moins quatre autres membres, soit NGC 5426, NGC 5427, NGC 5468 et NGC 5472.